# Arthur Sissis

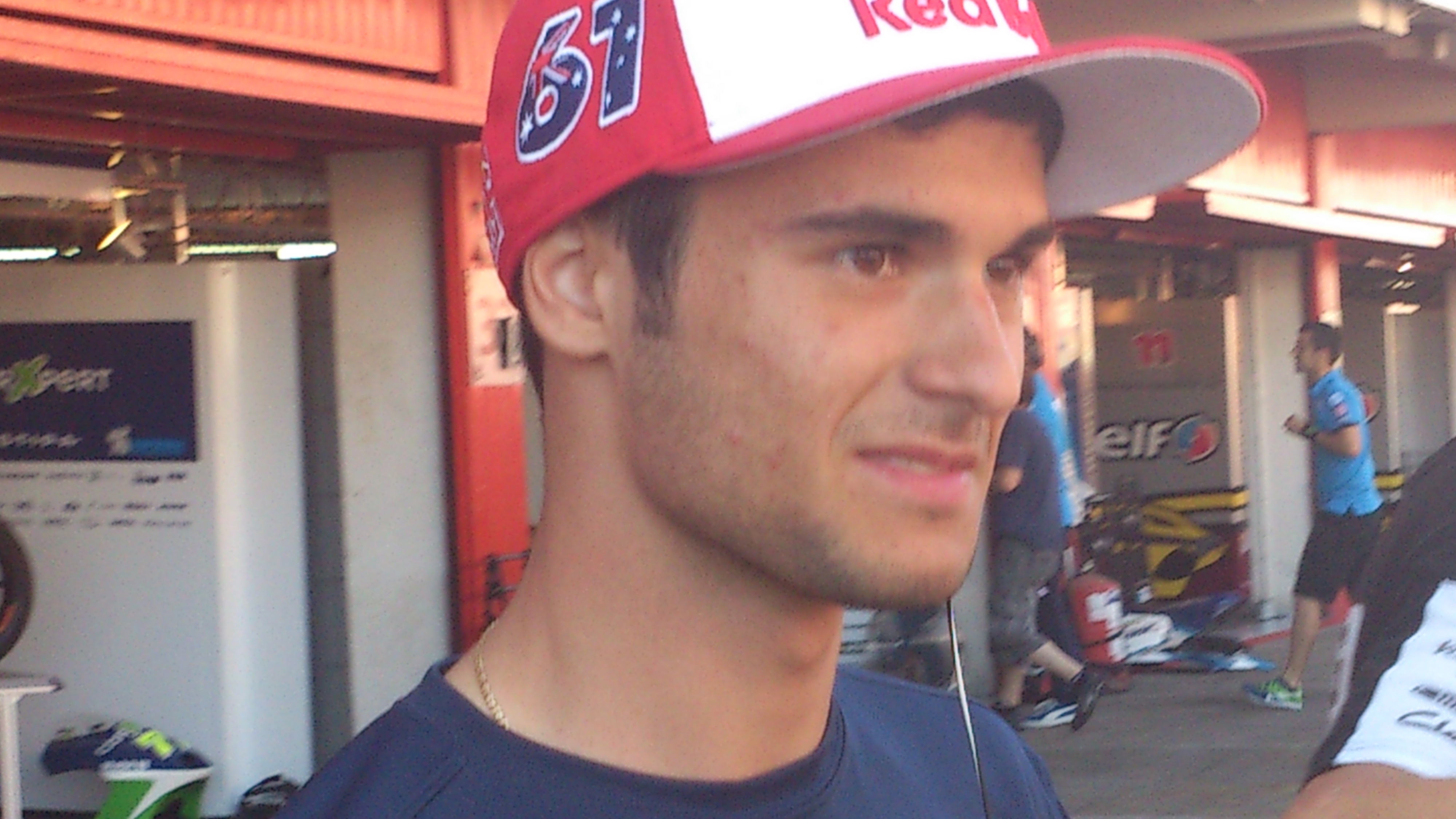
Sissis i depån på Catalunya 2013.

Arthur Sissis, född 15 juni 1995 i Adelaide, är en australisk roadracingförare som 2012 till 2014 tävlade i Moto3-klassen i Roadracing-VM.
Sissis började tävla i motorcykelsport vid sju års ålder. Han kom tvåa i Red Bull Rookies Cup 2011. Samma år gjorde han VM-debut 2011 i Malaysias Grand Prix som ersättningsförare för Niklas Ajo i stallet TT Motion Events Racing. Till säsongen 2012 fick Sissis kontrakt med Red Bull KTM Ajo för att köra deras KTM-motorcykel i den nya Moto3-klassen. Sissis första pallplats kom genom tredjeplatsen i Australiens Grand Prix 2012. Sissis fortsatte i samma stall och klass Roadracing-VM 2013. Till säsongen 2014 bytte Sissis till Mahindras fabriksstall Mahindra Racing. Resultaten uteblev och Sissis fick avsluta säsongen i förtid.